# کهریزک بوربور
کهریزک بوربور روستایی از توابع بخش جوادآباد در شهرستان ورامین در استان تهران ایران است.

## جمعیت
این روستا در دهستان بهنام وسط جنوبی قرار دارد و بر اساس سرشماری مرکز آمار ایران در سال ۱۳۸۵، جمعیت آن ۱۳ نفر (۵ خانوار) بوده‌است.